# Sandra Kviat
Sandra Kviat er den første kvindelige rabbiner fra Danmark. Hun blev ordineret i London i 2011, og fungerer nu som rabbiner for Crouch End havurah.    Hun er også rådgiver for Liberal Judaism. 
Hun underviser også i Shir Hatzafon i København.